# Horchata de morro
La horchata de morro es una bebida tradicional de El Salvador, elaborada a base de semillas de morro (Crescentia alata) y otros ingredientes como ajonjolí, maní, arroz y canela. Es una de las bebidas más consumidas en el país y se encuentra disponible en mercados, tiendas y restaurantes.
El consumo de la horchata de morro se remonta a la época prehispánica, cuando los pueblos indígenas de Mesoamérica preparaban bebidas a base de semillas y cereales. Con la llegada de los españoles, se introdujeron nuevos ingredientes como la canela y el arroz, que se incorporaron a la receta.  
La horchata de morro se elabora moliendo las semillas de morro junto con ajonjolí, maní, arroz y canela. Luego, la mezcla en polvo se disuelve en agua o leche y se endulza con azúcar. Es común servirla fría y, en algunas regiones, se le añade vainilla para potenciar su sabor.  
En El Salvador, la horchata de morro es una bebida emblemática y se consume ampliamente en el hogar, así como en restaurantes y puestos de comida. También es comercializada en forma de polvo instantáneo para su fácil preparación.
- Gastronomía de El Salvador
- Aguas frescas
- Horchata (bebida)